# Carlomagno Chacón
Carlomagno Chacón Gómez (Lima, 26 de marzo de 1985) es un político y abogado peruano. Ocupó la alcaldía del distrito de Magdalena del Mar entre 2019 y 2022.

## Biografía
Nació en Lima, hijo del abogado Carlos Magno Chacón Flores, conocido por ser magistrado del caso de la Masacre de La Cantuta en los años 1990. Culminó sus estudios primarios en el colegio San Francisco de Borja y sus estudios secundarios en el colegio Cristo Redentor, ambos en Lima. En el 2009 se tituló en derecho y ciencias políticas por la Universidad San Martín de Porres.  Obtuvo luego el grado de Maestría en ciencias penales en 2010 por la misma casa de estudios. Cuenta con curso de postgrado en la Universidad Santos tomas – Primer Claustro Universitario de Colombia en Sistema Acusatorio y Litigación Oral, pasantías como alumno de intercambio en los Juzgados Penales del Consejo Superior de la Judicatura de Colombia

## Carrera política
Fue elegido alcalde de Magdalena del Mar con el 15,7% de los votos válidos en las elecciones municipales del 2018.
En agosto de 2019, a su propuesta y por acuerdo unánime del Consejo Municipal se declaró en estado de emergencia a los acantilados de la Costa Verde, tras una serie de derrumbes que perturbaron el tráfico en la autopista.
En enero de 2021, Chacón fue uno de los alcaldes de la provincia de Lima en rechazar nuevos confinamientos como única solución para enfrentar a la denominada segunda ola del COVID-19.
El 25 de septiembre del 2021 fue elegido como Secretario General de Lima Metropolitana del partido Acción Popular.